# AC 몬차
아소차치오네 칼초 몬차(Associazione Calcio Monza S.p.A.)는 1912년에 창단된 이탈리아의 축구 클럽으로 줄여서 몬차로 불리며 롬바르디아주 몬차를 연고지로 한다. 1988년부터 18,586여석 규모의 스타디오 브리안테오를 홈구장으로 사용하고 있으며 현재 세리에 A에 소속되어 있다. 2021-22시즌 4위를 기록하여 승격 플레이오프를 통해 구단 역사 최초로 세리에 A로 승격하였다.

## 소개
몬차는 2000-01 시즌까지 세리에 B에 총 38시즌 참가하며 이탈리아 축구팀 중 가장 많이 참가한 구단이다. 그러나 이러한 역사에도 불구하고 세리에 A에는 단 한 차례도 승격하지 못하였는데 이는 곧, 1부 리그 승격 없이 2부 리그에서 가장 많은 시즌을 참가한 팀을 의미한다. 그러나 2021-22시즌 승격 플레이오프를 통해 드디어 세리에 A로 승격하였다.
또한, 코파 이탈리아 세리에 C에서 4차례 우승했다. 또한 세리에 C에서 5차례 우승했으며 코파 안글로-이탈리아나와 코파 델레 알피에서도 각각 1번씩 우승한 기록을 가지고 있다.
Bagai(소년들) 이라고 불리는 A.C. 몬차의 유니폼은 전통적으로 빨간색과 흰색을 사용한다.

## 선수 명단

### 현재 선수 명단
2025년 2월 13일 기준
참고: FIFA 자격 규정에 따라 소속된 국가대표팀 국기를 표시합니다. 선수는 복수의 FIFA 비회원국 국적을 가지고 있을 수 있습니다.
| 번호 | 포지션 | 국적         | 이름                                    |
| ---- | ------ | ------------ | --------------------------------------- |
| 2    | DF     |              | 아르비드 브로르손                       |
| 3    | DF     | 세르비아     | 스테판 레코비치                         |
| 4    | DF     |              | 아르만도 이초                           |
| 5    | DF     |              | 루카 칼디롤라                           |
| 6    | MF     |              | 로베르토 갈리아르디니                   |
| 7    | MF     | 코트디부아르 | 장-다니엘 아크파-아크프로               |
| 8    | MF     |              | 카츠페르 울반스키                       |
| 10   | FW     |              | 잔루카 카프라리                         |
| 12   | MF     |              | 스테파노 센시                           |
| 13   | DF     | 포르투갈     | 페드루 페레이라                         |
| 19   | DF     |              | 사무엘레 비린델리                       |
| 20   | FW     | 잉글랜드     | 오마리 포슨                             |
| 21   | GK     |              | 세무엘 피치냐코 (페랄피살로에서 임대)   |
| 22   | DF     |              | 토마스 팔라시오스                       |
| 30   | GK     |              | 스테파노 투라티 (사수올로에서 임대)     |
| 32   | MF     |              | 마테오 페시나 (주장)                    |
| 33   | DF     |              | 다닐로 담브로시오                       |
| 35   | FW     | 콩고 공화국  | 실베레 간불라                           |
| 37   | FW     |              | 안드레아 페타냐                         |
| 42   | MF     |              | 알레산드로 비안코 (피오렌티나에서 임대) |

| 번호 | 포지션 | 국적     | 이름                    |
| ---- | ------ | -------- | ----------------------- |
| 44   | DF     |          | 안드레아 카르보니       |
| 47   | FW     | 포르투갈 | 다니 모타               |
| 69   | GK     |          | 안드레아 마차           |
| 77   | DF     |          | 요르고스 키리아코풀로스 |
| 80   | FW     |          | 사무엘레 비냐토         |
| 84   | FW     |          | 파트리크 치우리아       |

## 역대 감독
| 감독              | 임기        |
| ----------------- | ----------- |
| 안니발레 프로시   | 1949 ~ 1953 |
| 닐스 리드홀름     | 1968 ~ 1969 |
| 알레산드로 네스타 | 2024 ~      |

## 수상 경력

### 국내 대회
세리에 C
- 우승 (5): 1946–47, 1950–51, 1966–67, 1975–76, 2019-20

코파 이탈리아 세리에 C
- 우승 (4), 1973–74, 1974–75, 1987–88, 1990–91

프리마 디비시오네
- 우승 (1): 1933–34

세콘다 디비시오네
- 우승 (1): 1926–27

세리에 D
- 우승 (1): 2016–17

### 유럽 대항전
앵글로-이탈리안 컵
- 우승 (1): 1976

코파 델레 알피
- 우승 (1): 1961